# Superligaen 2003-2004
La Superligaen 2003-2004 è stata la 91ª edizione della massima serie del campionato di calcio danese e 14ª come Superligaen, disputata tra il 26 luglio 2003 e il 29 maggio 2004 e conclusa con la vittoria del FC København, al suo quarto titolo.
Capocannonieri del torneo sono stati Steffen Højer e Mwape Miti dell'Odense, Mohamed Zidan dell'Midtjylland e Tommy Bechmann dell'Esbjerg con 19 reti.

## Classifica
| Team             | G  | V  | N  | P  | GF | GS | DR  | Pts |
| ---------------- | -- | -- | -- | -- | -- | -- | --- | --- |
| 1. Copenaghen    | 33 | 20 | 8  | 5  | 56 | 27 | +29 | 68  |
| 2. Brøndby       | 33 | 20 | 7  | 6  | 55 | 29 | +26 | 67  |
| 3. Esbjerg       | 33 | 18 | 8  | 7  | 71 | 44 | +27 | 62  |
| 4. Odense        | 33 | 16 | 9  | 8  | 66 | 46 | +20 | 57  |
| 5. Aalborg       | 33 | 16 | 9  | 8  | 55 | 41 | +14 | 57  |
| 6. Midtjylland   | 33 | 14 | 6  | 13 | 65 | 51 | +14 | 48  |
| 7. Viborg        | 33 | 11 | 9  | 13 | 47 | 44 | +3  | 42  |
| 8. Aarhus        | 33 | 11 | 3  | 19 | 45 | 67 | -22 | 36  |
| 9. Nordsjælland  | 33 | 7  | 11 | 15 | 35 | 59 | -24 | 32  |
| 10. Herfølge (*) | 33 | 8  | 7  | 18 | 34 | 57 | -23 | 31  |
| 11. Frem (*)     | 33 | 8  | 3  | 22 | 40 | 65 | -25 | 27  |
| 12. AB           | 33 | 8  | 2  | 23 | 31 | 70 | -39 | 17  |

(*) Squadre neopromosse

## Verdetti
- Copenaghen Campione di Danimarca 2003/04.
- Copenaghen ammesso al secondo turno preliminare della UEFA Champions League 2004-2005.
- Brøndby e Aalborg ammesse alla Coppa UEFA 2004-2005
- Esbjerg e Odense ammesso alla Coppa Intertoto 2004
- Frem e AB retrocesse (AB penalizzato di 9 punti).